# Scorpaenodes steinitzi
Scorpaenodes steinitzi är en fiskart som beskrevs av Wolfgang Klausewitz och Frøiland, 1970. Scorpaenodes steinitzi ingår i släktet Scorpaenodes och familjen Scorpaenidae. Inga underarter finns listade i Catalogue of Life.